# 多重线性映射
在线性代数中，多重线性映射是有多个向量变量而对每个变量都是线性的函数。
n个变量的多线性映射也叫做n重线性映射。
如果所有变量属于同一个空间，可以考虑对称、反对称和交替的n重线性映射。后两个是一致的，如果底层的环（或域）有不同于二的特征，否则前两个是一致的。
一般讨论可见多重线性代数。

## 例子
- 在实数域上的内积（点积）是两个变量的对称双线性函数，
- 矩阵的行列式是方矩阵的列（或行）的斜对称多重线性函数。
- 矩阵的迹数是方矩阵的列（或行）的多重线性函数。
- 双线性映射是多重线性映射。

## 在n×n矩阵上多重线性映射
可以考虑在有单位元的交换环K上的n×n矩阵上的多重线性函数为矩阵的行（或等价说列）上的函数。设A是这样的矩阵而{\displaystyle a_{i}}, 1 ≤ i ≤ n是A的行。则多重线性函数D可以写为
{\displaystyle D(A)=D(a_{1},\ldots ,a_{n})}，
满足
{\displaystyle D(a_{1},\ldots ,ca_{i}+a_{i}',\ldots ,a_{n})=cD(a_{1},\ldots ,a_{i},\ldots ,a_{n})+D(a_{1},\ldots ,a_{i}',\ldots ,a_{n})}，
如果我们设{\displaystyle \varepsilon _{j}}表示单位矩阵的第j行，我们用下列方法表示{\displaystyle a_{i}}
{\displaystyle a_{i}=\sum _{j=1}^{n}A(i,j)\varepsilon _{j}}
利用D的多线性我们重写D（A）为
{\displaystyle D(A)=D\left(\sum _{j=1}^{n}A(i,j)\varepsilon _{j},a_{2},\ldots ,a_{n}\right)=\sum _{j=1}^{n}A(i,j)D(\varepsilon _{j},a_{2},\ldots ,a_{n})}
继续这种代换于每个{\displaystyle a_{i}}我们得到，对于1 ≤ i ≤ n
{\displaystyle D(A)=\sum _{1\leq k_{i}\leq n}A(1,k_{1})A(2,k_{2})\dots A(n,k_{n})D(\varepsilon _{k_{1}},\dots ,\varepsilon _{k_{n}})}
所以D(A)是唯一的决定自它如何运算于{\displaystyle D(\varepsilon _{k_{1}},\dots ,\varepsilon _{k_{n}})}上。
在2×2矩阵的情况下我们得到
{\displaystyle D(A)=A_{1,1}A_{2,1}D(\varepsilon _{1},\varepsilon _{1})+A_{1,1}A_{2,2}D(\varepsilon _{1},\varepsilon _{2})+A_{1,2}A_{2,1}D(\varepsilon _{2},\varepsilon _{1})+A_{1,2}A_{2,2}D(\varepsilon _{2},\varepsilon _{2})}，
这裡的{\displaystyle \varepsilon _{1}=[1,0]}且{\displaystyle \varepsilon _{2}=[0,1]}。如果我们限制D是交替函数，则{\displaystyle D(\varepsilon _{1},\varepsilon _{1})=D(\varepsilon _{2},\varepsilon _{2})=0}且{\displaystyle D(\varepsilon _{2},\varepsilon _{1})=-D(\varepsilon _{1},\varepsilon _{2})=-D(I)}。设{\displaystyle D(I)=1}我们得到在2×2矩阵上行列式函数:
{\displaystyle D(A)=A_{1,1}A_{2,2}-A_{1,2}A_{2,1}}，

## 性质
多重线性映射有零值，只要它的一个参数是零。
对于n>1，唯一的也是线性映射的n-线性映射是零函数。